# Goniocampa fallax
Goniocampa fallax är en fjärilsart som beskrevs av W. Warren 1907. Goniocampa fallax ingår i släktet Goniocampa och familjen mätare. Inga underarter finns listade i Catalogue of Life.